# Slot A
Ne doit pas être confondu avec Socket A.
Le Slot A est le slot utilisé par les premières versions des processeurs AMD Athlon.
Le connecteur permet un plus grand taux de transfert de données que le Socket 7 ou le Super Socket 7. Les cartes mères Slot A utilisent le protocole de bus EV6, une technologie qui fut à l'origine développée pour le processeur Alpha. Le Slot A est physiquement identique mais électriquement incompatible avec le Slot 1 d'Intel.
Il fut par la suite remplacé par le Socket A.